# Центральный парк культуры и отдыха (Курган)

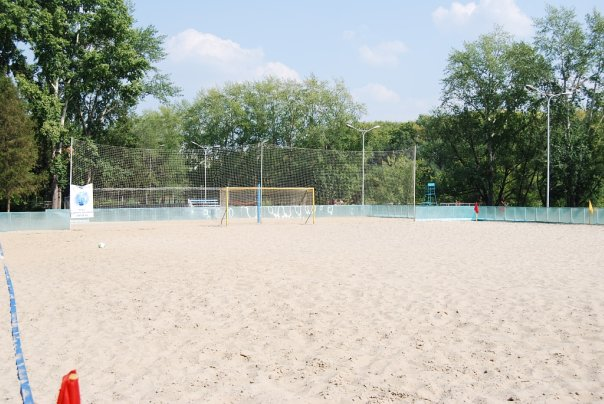
Стадион для пляжных видов спорта.

Центральный парк культуры и отдыха им. 50-летия Великого Октября (ЦПКиО) — парк в Кургане.

## О парке
Расположен на островке, образованном старицей Тобола Битёвкой. Через территорию парка проходит Курганская детская железная дорога; был построен скалодром и Стадион для пляжных видов спорта (единственный в Уральском федеральном округе); присутствуют парк аттракционов, центры проката, верёвочный городок, кафе «Разговоры», уличные тренажёры, аллея Славы, а также в парке большое количество памятников и скульптурных композиций.

## История
18 мая 1963 года на заседании Курганского облисполкома проект парка был единогласно одобрен. К августу 1963 года был разработан и утвержден план строительства парка с участием предприятий и организаций города. Общая смета озеленения и благоустройства парка составила 315800 рублей. Развлекательная часть городской зоны отдыха предусматривала установку колеса обозрения, большой моторной карусели, пяти качелей, аттракциона «Летающие люди», спортивных снарядов, возведение лабиринта, пневматического тира, «Уголка сказок» на общую сумму 33567 рублей.
Первые зеленые насаждения на территории парка была посажены в октябре 1964 студентами Курганского государственного педагогического института. Было подготовлено более 400 ям под деревья и кустарники: клены, вязы, тополя.
В летний сезон 1969 года был открыт пляж «Бабьи пески» на берегу Тобола в Центральном парке.
Официальное открытие всего паркового комплекса состоялось в 1972 году. Штат административного и производственного персонала первоначально состоял из 18 человек, в том числе цветовода, баяниста, художника-шрифтовика.
На его территории расположились: двенадцать аттракционов больших и малых форм, среди которых: «Виражные самолеты», «Автодром», «Сталкивающиеся автомобили», «Ромашка», «Сатурн», «Колесо обозрения», зал игровых автоматов, тир. Сезон работающих аттракционов длился обычно с 1 мая по 15 октября, с небольшой ежегодной корректировкой на погодные условия. На специально оборудованной площадке выступали коллективы художественной самодеятельности. Зимой устраивались различные лыжные соревнования. По самым скромным подсчетам ежедневно парк посещали около 1500 тысяч человек. Это было любимое место отдыха горожан. В 1974 году Горисполком решил построить в парке танцевальную площадку. Все работы были возложены на завод медицинских препаратов «Синтез».
Ежегодно, начиная с 18 августа 1979 года, ЦПКиО является одним из основных мест проведения городского праздника «День города». Территория Центрального парка была поделена на участки, над которыми брали шефство курганские промышленные предприятия. Накануне праздника работники различных предприятий приводили территорию в порядок, чтобы затем  на этих площадках можно было организовать мероприятия. Много интересных аттракционов  и мероприятий устраивалось на площадках заводов «Курганприбор», Курганского машиностроительного завода им. В.И. Ленина, «Курганского завода колёсных тягачей им. Д.М. Карбышева», «Курганского автобусного завода имени 60-летия Союза ССР», ПО «Курганармхиммаш» и других курганских предприятий.
16 августа 1986 года в Центральном парке Кургана в День города были уложены первые 600 метров Курганской детской железной дороги, а 12 августа 1989 года детская железная дорога приняла своих первых посетителей. В 2011 году проведена реконструкция пути, обновлён подвижной состав.
До 2019 года созданием условий для организации содержательного досуга всех категорий горожан на территории ЦПКиО осуществляло МУП «Центральный парк культуры и отдыха» (ИНН 4501019962, ликвидировано 4 сентября 2019).
Осенью 2019 года ЦПКиО поменял форму собственности и стал площадкой муниципального бюджетного учреждения города Кургана «Городской дом народного творчества и досуга». Теперь городские власти могут принимать более деятельное участие в его судьбе.
В 2019—2020 годах в парке шли масштабные ремонтно-строительные работы — обновлена входная группа и главная сцена, укреплены берега старицы Битевки, уложен асфальт и тротуарная плитка, обустроена клумба.
С 2021 по 2031 годы будут постепенно менять и модернизировать устаревшие аттракционы.

## Растения парка
Основу древесных насаждений парка составляют хвойные и лиственные насаждения 17 видов: береза Крылова, берёза повислая, вяз гладкий, вяз мелколистный, ель сибирская, ель финская, ива белая, клён татарский, клён ясенелистный, липа сердцевидная, лиственница сибирская, рябина обыкновенная, тополь бальзамический, тополь белый, тополь чёрный, яблоня ягодная, ясень пенсильванский.
На территории парка произрастает 98 видов травянистых растений, из них астровые — 17 видов, бобовые — 11 видов, злаки — 11 видов, розовые — 8 видов, капустные — 6 видов, гвоздичные — 5 видов, крапивные — 5 видов, ивовые — 5 видов.

## Сооружения парка
- Стадион для пляжных видов спорта
- Фонтан
- Фонтан «Русалка», скульптор Олег Константинович Гудков[11]
- Скульптура «Русалки» (демонтирована в 2023 году)
- Скульптура «Нептун»
- Памятник уходящим технологиям (Демонтирован)
- Декоративная композиция «Царёво городище», скульптор Олег Константинович Гудков; частично демонтирована. Остались  «Древнерусские воины», частокол заменён на железные цепи, а скульптуры «Кочевники» убраны.
- Обелиск Победы (композиция из металла, окрашенная в цвета георгиевской ленты, с Орденом Победы на вершине)
- Аллея «HAPPY» (открыта в августе 2010 года)
- Мостик влюбленных
- Водоем
- Сцена
- Пост полиции
- Конные клубы «Кони-пони» и «Максимус»

### Сооружения парка за пределами острова
У северного входа
- Декоративная надпись «ЦПКиО»
- Арт-объект «ЦПКиО — время для себя»
- Топиарий «ЦПКиО»
- Топиарий «Медведи»

У южного входа
- Дино-парк «Затерянный мир»
- Зоодворик
- Арт-объект «Чужой», установлен в апреле 2021 года. Изготовлена курганской компанией ООО «Ковка — Дизайн» по муниципальному контракту
- Арт-объект «Поляна зверей»
- Мемориальная плита зауральцам-десантникам, не вернувшимся в Великой Отечественной войны, установлена 2 августа 1980 года
- Мемориальная плита аллеи, посвящённой 55-летию образования ВДВ, установлена в 1985 году
- Памятник Виктору Робертовичу Цою, установлен 26 ноября 2022 года.

### Курганская детская железная дорога
- Детская железная дорога

## Аттракционы
Действующие
- Колесо обозрения
- Карусель
- Спутник
- Летающая тарелка
- Летучий корабль
- Ванька-встанька
- Сафари
- Лебеди
- Ралли
- Червячок
- Весёлые горки
- Орбита
- Ракушки
- Верёвочный городок
- Батуты "Кенгуру"
- Аквазорб
- Тир
- Электромобили
- Сталкивающиеся автомобили
- Детская площадка
- Бесплатная детская площадка
- Предоставление корта в качестве футбольного поля
- Предоставление корта в качестве ледовой площадки
- Прокат спортинвентаря
- КСК ЦПКиО
- Бамперные лодки
- Зоодворик
- Скалодром

Неработающие аттракционы
- Сладкоежка
- Детские игровые автоматы
- Катамараны

Демонтированные аттракционы
- Качели «Лодочки»
- Торнадо
- Вихрь
- Вращающиеся качели
- Зооуголок
- Гномик
- Северное сияние
- Солнышко
- Колокольчик
- Алые паруса (Юнга)
- Качалки
- Комната смеха
- Лесная сказка
- Морской бриз
- Ракета

## Контакты
Должность:  директор 
	
ФИО руководителя:  Валерий Эрихович Брим
	
Задачи и функции:  Создание условий для организации содержательного досуга всех категорий горожан. 

Почтовый адрес:  640000, г. Курган, ул.Гоголя, 1

Адрес электронной почты:  centralpark.45@yandex.ru 
	
Номер телефона: 8(3522)41-10-15, 45-74-34; 45-75-54; 41-12-52; 45-53-17. 
	
Часы работы:  8:30 – 17:30	

## Проезд
Проезд на автобусах № 36, 45, 50, 54, 57, 68, 75, 91, 96, 321 до остановки «Детский парк».